# Alchemilla ancerensis
Alchemilla ancerensis é uma espécie de rosácea do gênero Alchemilla, pertencente à família Rosaceae.